# Wednesbury Old Athletic F.C.
Wednesbury Old Athletic Football Club var en engelsk fodboldklub i Wednesbury, West Midlands (på daværende tidspunkt i Staffordshire). Der eksisterede i forskellige perioder i tidsrummet 1874-1924 tre forskellige klubber med dette navn.

## Historie

### Første klub (1874-93)
Den første klub begyndte sin tilværelse i oktober 1874 under navnet Wednesbury Literary & Athletic Institute, men allerede året efter skiftede den navn til Wednesbury Old Athletic Club (WOAC). WOAC var med til at stifte Birmingham & District Football Association i december 1875 og vandt den første udgave af Birmingham Senior Challenge Cup i 1877 efter en finalesejr på 3-2 over Stafford Road. Triumfen blev gentaget to år senere, og efter at være blevet medlem af Staffordshire Football Association vandt klubben Staffordshire Senior Cup i 1880, hvor Old Athletic vandt 2-1 over Aston Villa i finalen.
Klubben debuterede i FA Cup'en i sæsonen 1881-82, hvor den nåede kvartfinalerne efter bl.a. at have slået Aston Villa med 4-2 undervejs. I 1886 tabte klubben imidlertid med hele 13-0 til Villa i samme turnering (hvilket fortsat er Aston Villa største sejr), og en anden gang blev holdet slået ud af Blackburn Rovers. The Old Uns spillede med i alle FA Cup-turneringerne indtil klubben lukkede i 1893, men kvartfinalepladsen i dens debutturnering forblev dens bedste resultat, og efter 1888 nåede den aldrig længere end til kvalifikationsrunderne.
Wednesbury Old Athletic spillede i Birmingham & District League fra 1890 til 1891, inden den blev optaget i Midland League, hvor den spillede de næste to sæsoner. I den første sæson i Midland League endte klubben på en fjerdeplads, men derefter gik det ned ad bakke. Der var ikke basis for en professionel fodboldklub i Wednesbury, og Old Athletic lukkede i juli 1893.
Den oprindelige klub spillede i begyndelsen sine hjemmekampe på Well's Field, som Rooth Street nu løber igennem, over for pubben Horse & Jockey. Senere spillede klubben på Athletic Ground, på den øvre side af Wood Green Cemetery, som i dag er den del af Brunswick Park. Dens bedst kendte hjemmebane er ofte anført som The Oval på St Paul's Road, Wood Green, normalt omtalt som Elwell's Ground efter en fabrik med samme navn i området. Den lå i nærheden af Bescot Junction (Junction 9 på motorvej M6 i moderne termer) og Wood Green Station. Det er også tæt på stedet, hvor Wood Green High School ligger i dag, og hvor der indtil for nylig lå en bane kendt som "Elwell's". Navnet "Elwell" refererer til Edward Elwell, der ejede en stor smedje i Wednesbury, der tidligere lå i Wood Green.

### Anden klub
Den anden klub blev dannet ud fra resterne af den første, men dens levetid blev kort. Klubben var ikke i stand til at finde en fast hjemmebane, og den trak sig fra Walsall Junior League halvvejs gennem den første sæson og lukkede efterfølgende.

### Tredje klub (1891-1924)
Den tredje klub begyndte sin tilværelse omkring 1891 under navnet Wednesbury Excelsior. Den spillede lokale pokal- og venskabskampe, indtil den i 1896 blev optaget i West Midlands Amateur League. Klubben sluttede som nr. 2 i ligaen i den første sæson og skiftede i 1897 til Walsall & District League, og samtidig skiftede den navn til Wednesbury Old Athletic. WOAC spillede i denne liga i 10 sæsoner og vandt ligatitlen 1900 og 1905, Staffordshire Junior Cup tre gang på seks sæsoner, samt forskellige lokale pokalturneringer. I 1907 blev Wednesbury Old Athletic optaget i Birmingham Combination, hvor den spillede i tre sæsoner, inden den blev optaget i den professionelle Birmingham & District League. Her kom holdet op mod modstandere de senere Football League-klubber Crewe Alexandra, Kidderminster Harriers, Shrewsbury Town, Stoke City, Walsall og Wrexham, samt flere af Football League-klubbernes reservehold. The Old Uns sluttede aldrig bedre end nr. 12 ud af 18 hold i denne liga og forlod turneringen i 1924 efter at have været nødt til at ansøge om genvalg til ligaen seks sæsoner i træk. Klubben gled i stedet ned i Birmingham Combination, men efter at have opnået blot ét point i de tolv første kampe trak Old Athletic sig fra turneringen, og klubben lukkede.
Klubben spillede på flere forskellige hjemmebaner, herunder 'The Press Ground' i Wood Green (fra 1894 til 1896), The Oval (1896-98), The Central Grounds på Lloyd Street (1898-1910) og The Leabrook Grounds (også kendt som The Boat) på Leabrook Road (1910-24).

## Kendte spillere
- George Holden spillede fire landskampe for England.
- Charles Partridge, født i Wednesbury, som spillede 29 Football League-kampe for Small Heath.
- Sid Webb spillede inderwing for Aston Villa.
- Vincent White spillede for Watford i The Football League.
- Ted Pheasant spillede næsten 300 ligakampe for West Bromwich Albion og Wolverhampton Wanderers.
- Alex Leake spillede for Small Heath, Aston Villa og Burnley, og blev træner for Crystal Palace og Walsall.
- Joseph Holyhead spillede 123 ligakampe for Burslem Port Vale.
- Ernie Steventon, der engang blev omtalt som "the best young goalkeeper in the Black Country", spillede bl.a. for Walsall og Southampton.
- Jimmy McIntyre blev manager for Southampton, Coventry City og Fulham.
- Brendel Anstey spillede for Bristol Rovers, Aston Villa og Leicester City
- Jem Bayliss blev anfører for det West Bromwich Albion-hold, der vandt FA Cup'en i 1888.
- Edwin Stevenson stod på mål for Stoke.
- F.A. Martin, født i Walsall, skiftede fra Old 'Uns til Aston Villa i 1890. Et år senere skiftede han igen til Walsall Town Swifts.